# Vítkovice (district de Semily)
Vítkovice  (en allemand : Witkowitz) est une commune du district de Semily, dans la région de Liberec, en Tchéquie. Sa population s'élevait à 380 habitants en 2021.

## Géographie
Vítkovice se trouve à 8 km à l'ouest-nord-ouest de Jablonec nad Jizerou, à 17 km au nord-est de Semily, à 35 km à l'est-sud-est de Liberec et à 103 km au nord-est de Prague.
La commune est limitée par Špindlerův Mlýn au nord-est et à l'est, par Vrchlabí au sud-est, par Benecko et Jestřabí v Krkonoších au sud, par Jablonec nad Jizerou et Rokytnice nad Jizerou à l'ouest.
Le territoire de la commune est englobé dans le Parc national de Krkonoše ou Parc national des Monts des Géants, créé en  1963.

## Histoire
La première mention écrite de la localité date de 1606.

## Galerie
Parc national de Krkonoše ou Parc national des Monts des Géants

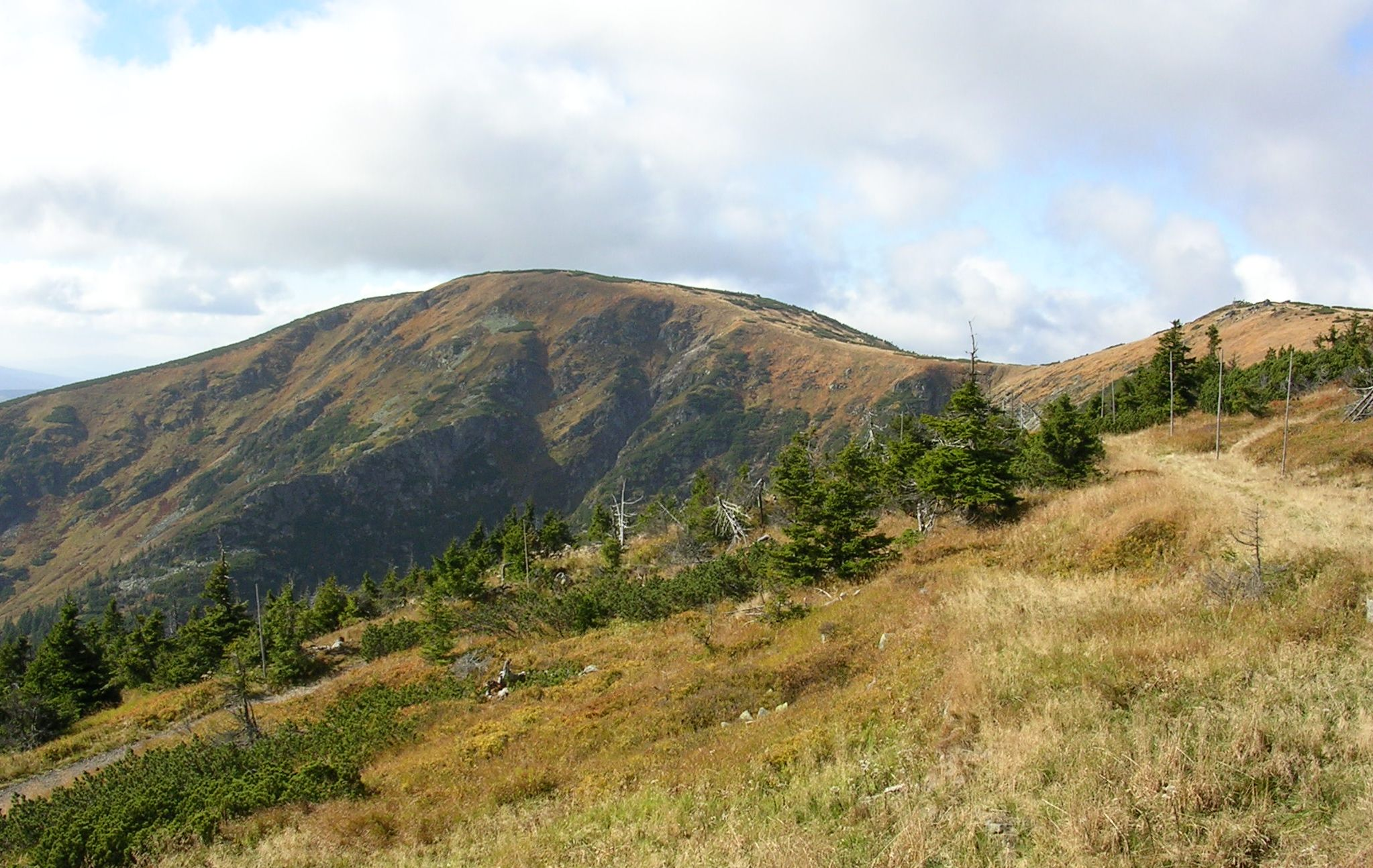
Paysage des Monts des Géants.
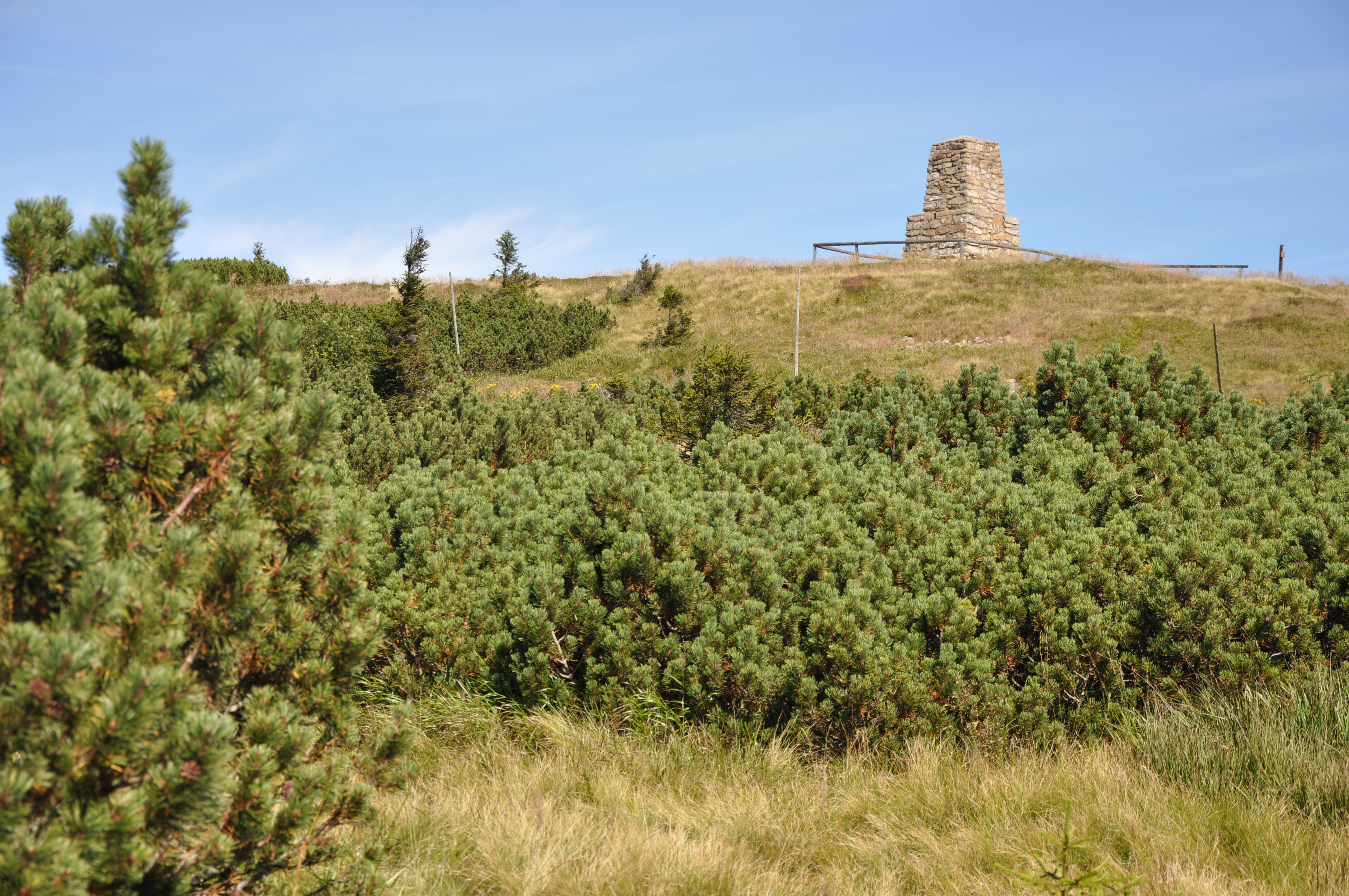
Vrbatovo návrší (1412 m).

## Transports
Par la route, Vítkovice se trouve à 11 km de Jilemnice, à 24 km de Semily, à 55 km de Liberec et à 137 km de Prague.